# Johannes Rickers
Johannes Claus Christian Rickers (* 10. Februar 1893 in Altona-Ottensen; † 24. Januar 1965 in Wilster) war ein Pastor und Forscher zur Heimatgeschichte und Bauernhäusern.

## Leben
Johannes Rickers war ein Sohn des Hamburger Hauptlehrers und Autoren Heinrich Rickers (1864–1928). Seine Mutter Helene, geborene Stelling (1861–1917), war die Tochter eines Bauern aus Ivenfleth.
Johannes Rickers besuchte das Christianeum in Altona. Danach studierte er Theologie und Philologie an Universitäten in Tübingen, Berlin, Leipzig und Kiel. Während des Ersten Weltkriegs kämpfte er von Ende 1914 bis Ende 1918 als Soldat. Danach setzte er sein Studium an der Universität Kiel fort und beendete es im Herbst 1919 mit dem 1. theologischen Examen. Anschließend besuchte er bis Herbst 1920 das Predigerseminar in Preetz und erhielt danach eine Stelle als Lehrvikar der Diakonissenanstalt Altona.

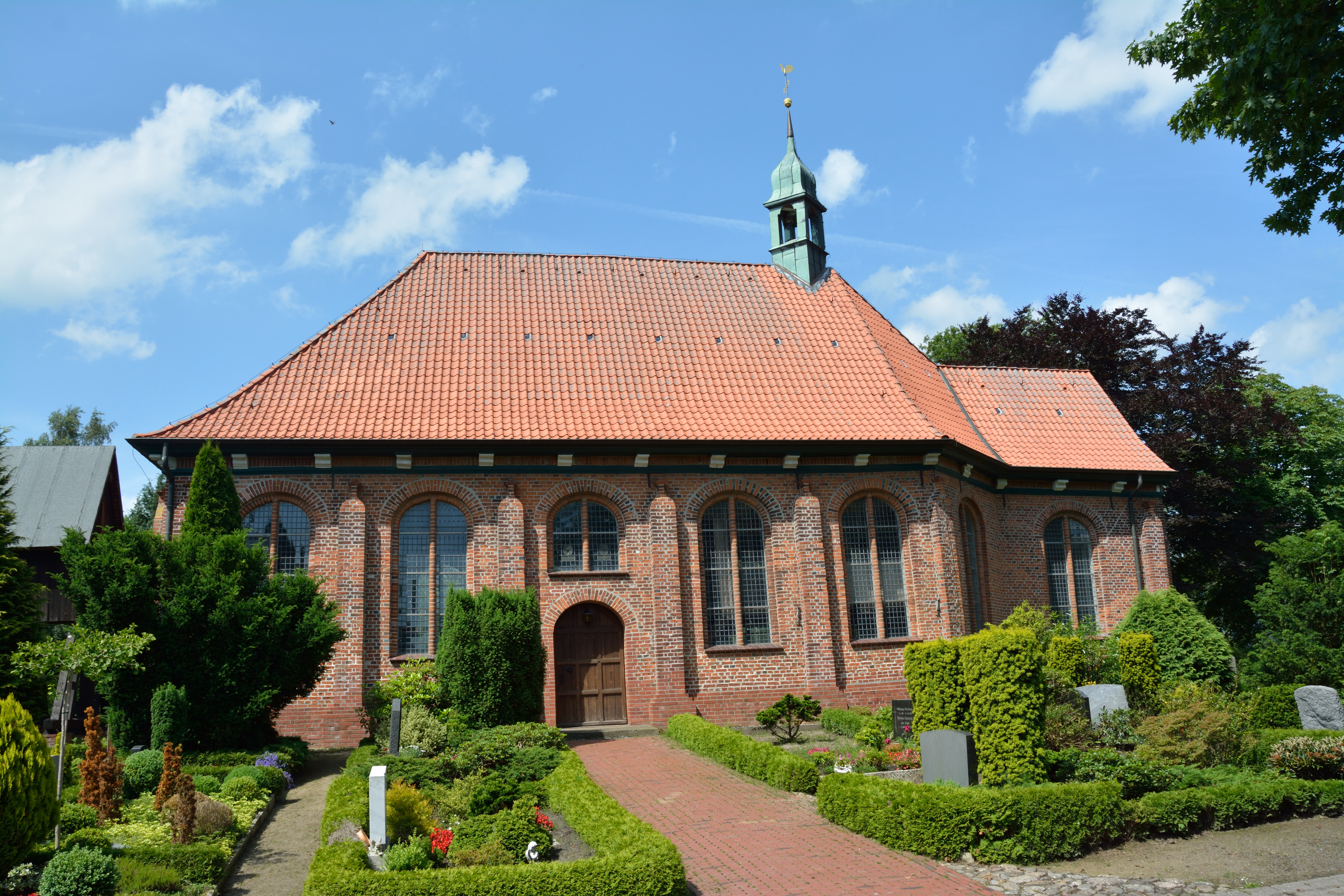
St. Georg in Krummendiek

Im Herbst 1921 bestand Rickers das 2. theologische Examen. Danach arbeitete er als Hilfsgeistlicher an der Altonaer Diakonissenanstalt und in Blankenese. Begleitend hierzu studierte er für drei Jahre an der Universität Hamburg deutsche Volks- und Altertumskunde, niederdeutsche und niederländische Germanistik, Philosophie und Geschichte. Am 25. Juli 1923 heiratete er Helene Aurelie Dorothee Lübcke, mit der er keine Kinder hatte. Anschließend übernahm er als Pastor die Pfarrstelle an St. Georg in Krummendiek.
Rickers liebte die norddeutsche Sprache, in der er viele lyrische Gedichte verfasste. Außerdem hielt er Predigten auf Plattdeutsch. Er übernahm den Vorsitz des Vereins für Heimatforschung und Volkstumspflege in der Wilstermarsch. Er starb im Januar 1965 in Wilster.

## Arbeiten als Forscher
Johannes Rickers forschte umfangreich zu Bauern- und Bürgerhäusern in den Marschen. Zu Studienzwecken reiste er oft in die Niederlande und nach Dänemark. Sein zweiter Schwerpunkt war die Niederländerfrage, die damit in Verbindung stand. Dabei verstand er, vorhandene Quellen kritisch zu betrachten und verborgene Zusammenhänge herauszuarbeiten. Neben diesen Bereichen befasste sich Rickers mit mehreren anderen Themengebieten: Er forschte zur Geschichte des Deichwesens, beschäftigte sich mit Dialekten und der Bedeutung des Begriffs „Koog“. Außerdem forschte er zu Senkungsgebieten in Norddeutschland, der Geschichte der Elbmarschen und Fliesen. Als Mitglied des Arbeitskreises für Deutsche Hausforschung gehörten auch Bauernhausformen in der Geest zu seinem Interessengebiet.
Rickers schrieb viele Aufsätze und hielt Vorträge. Dabei verwendete er selbsterstellte hochwertige Schwarzweiß- und Farbaufnahmen. Er referierte zu Volkskunde und Geografie in Volkshochschulen, Heimatvereinen und an der Hamburger Universität. Außerdem bot er Führungen durch die Elbmarschen an. Im Bereich der Forschung zu norddeutschen Bauernhäusern galt er als international anerkannter Fachmann, der sich umfangreich wissenschaftlich mit in- und ausländischen Forschern austauschte. Einen Großteil der Korrespondenz führte er mit Wissenschaftlern aus den Niederlanden.

## Schriften (Auswahl)
- Zur Hausgeographie der holsteinischen Elbmarschen und des angrenzenden Seestrandes. In: Die Heimat. Monatsschrift für schleswig-holsteinische Heimatforschung und Volkstumspflege. Bd. 48 (1938), Heft 7, Juli 1938, S. 200–208 (Digitalisat), Heft 8, August 1938, S. 230–241, Heft 9, September 1938, S. 264–274.